# Thomas Erskine (1er baron Erskine)
Pour les articles homonymes, voir Thomas Erskine.
Thomas Erskine, 1er baron Erskine, est un orateur et jurisconsulte écossais né le 10 janvier 1750 à Édimbourg et mort le 17 novembre 1823.

## Biographie
Il était le 3e fils du comte de Buchan. Il servit tour à tour sur terre et sur mer jusqu'à l'année 1774, puis se livra à l'étude des lois, fut reçu avocat en 1778, et jeta dès ses débuts le plus vif éclat au barreau de Londres. En 1783, il fut élu membre de la Chambre des Communes. En 1806, il entra avec le titre de lord chancelier dans le ministère de Fox, mais il en sortit dès l'année suivante; néanmoins, il fut élevé à la pairie et appelé au conseil privé. 
Dans sa carrière politique, il eut plusieurs fois l'occasion de déployer son talent oratoire, et il ne resta point au-dessous de la réputation qu'il s'était faite au barreau. Ami sincère de l'humanité et des idées libérales, il appuya l'abolition de la traite des noirs, plaida la cause des Catholiques d'Irlande, demanda la réformation des lois pénales, défendit la liberté de la presse, le jugement par jury, et parla en faveur des Grecs opprimés par les Turcs. Ses Discours furent publiés en 1816 par ses amis. En 1797 il avait publié, sous forme de brochure, des Considérations sur la guerre avec la France, qui eurent 40 éditions en peu de mois.

## Source
Cet article comprend des extraits du Dictionnaire Bouillet. Il est possible de supprimer cette indication, si le texte reflète le savoir actuel sur ce thème, si les sources sont citées, s'il satisfait aux exigences linguistiques actuelles et s'il ne contient pas de propos qui vont à l'encontre des règles de neutralité de Wikipédia.